# Tomocerus bidentatus
Tomocerus bidentatus är en urinsektsart som beskrevs av James P. Folsom 1913. Tomocerus bidentatus ingår i släktet Tomocerus och familjen långhornshoppstjärtar. Inga underarter finns listade i Catalogue of Life.